# ميخائيل سيمبسون (فنان معاصر)
ميخائيل سيمبسون (بالإنجليزية: Michael Simpson)‏ هو فنان معاصر ‏ بريطاني، ولد في 1940 في دورست في المملكة المتحدة.